# سرخیو پاستیگو
سرخیو پاستیگو (انگلیسی: Sergio Postigo؛ زادهٔ ۴ نوامبر ۱۹۸۸) بازیکن فوتبال اهل اسپانیا است.
از باشگاه‌هایی که در آن بازی کرده‌است می‌توان به باشگاه فوتبال لگانس و باشگاه فوتبال اسپتزیا اشاره کرد.